# Madeleine Astor
Madeleine Talmage Force (Brooklyn, Nueva York, 19 de junio de 1893 - Palm Beach, Florida, 27 de marzo de 1940) fue una socialite estadounidense y superviviente del RMS Titanic. Fue también la segunda esposa y viuda del empresario John Jacob Astor IV.

## Biografía
Nació como hija de William Hulburt Force y Katherine Arville Talmage. Su padre era dueño de la William H. Force and Co. y se dedicaba a la industria manufacturera.
Madeleine se educó en la escuela de Miss Ely y luego en la de Miss Spencer en Manhattan. Cuando fue presentada en sociedad fue adoptada por la "Junior League", un grupo de debutantes neoyorquino.
En 1910, conoció a John Jacob Astor IV, 29 años mayor que ella y uno de los hombres más ricos de Estados Unidos. Astor era divorciado y tenía dos hijos; sin embargo, y pese a la oposición de su familia, se casó en Newport con Madeleine en 1911, siendo el padrino su hijo William Vincent.

### A bordo delRMS Titanic
Partieron de luna de miel en el RMS Olympic desde Nueva York e hicieron un viaje por Egipto. Al regresar, decidieron abordar el RMS Titanic en Cherburgo como pasajeros de primera clase junto a su perra Kitty, un valet (ayuda de cámara), una doncella y una enfermera, esta última ya que Madeleine estaba embarazada de cinco meses.
En la noche del 14 de abril de 1912, Astor le informó a su esposa que el barco había colisionado con un iceberg. Ambos subieron a la cubierta de botes y luego, por un momento, se retiraron al gimnasio. Al tomar su bote salvavidas junto a la sirvienta y la enfermera tuvieron que arrastrarse a través de las ventanas de primera clase ya que el bote había bajado a la cubierta a recoger pasajeros. Astor ayudó a su esposa a subir por la ventana y al hacerla abordar el bote, preguntó si podía acompañarla por su "delicada condición", solicitud que fue negada por el oficial Charles Lightoller. Uno de sus compañeros de bote fue el coronel Archibald Gracie IV, quien después testificaría en la investigación de la catástrofe.
Madeleine y sus acompañantes fueron rescatadas por el Carpathia, pero su esposo y el valet fallecieron en el hundimiento y el cuerpo de Astor fue recuperado el 25 de abril.
A lo largo de la trágica travesía se rumoró que Madeleine tuvo una historia fugaz de amor con Emilio Ilario Giuseppe Portaluppi, albañil italiano que iba a bordo del barco, invitado por el esposo de Madeleine, supuestamente convencido por ella misma, Emilio sobrevivió también pero la historia no continuo. En los últimos años de su vida Portaluppi confesó al periodismo haber estado enamorado de Madeleine.

## Vida privada
Madeleine dio a luz a su hijo John Jacob Astor VI (1912-1992) y vivió retirada en una mansión de Newport que había heredado de su difunto esposo así como un fondo de 5 millones de dólares, regalías que eran de su uso y disfrute siempre y cuando no volviera a casarse.
Sin embargo, renunció a la renta y bienes de los Astor en 1916, al casarse con el millonario William D. Dick (1888-1953), con quien tuvo dos hijos, William F. Dick y John H. Dick, divorciándose en 1933. Luego volvió a casarse con un empresario italiano llamado Enzo Firemonti, cuyo matrimonio duró hasta 1938. 

## Fallecimiento
Madeleine Talmage murió en 1940 en Palm Beach a los 47 años.